# Mieroszyno
Mieroszyno is een plaats in het Poolse district  Pucki, woiwodschap Pommeren. De plaats maakt deel uit van de gemeente Puck en telt 601 inwoners.